# Спускний апарат

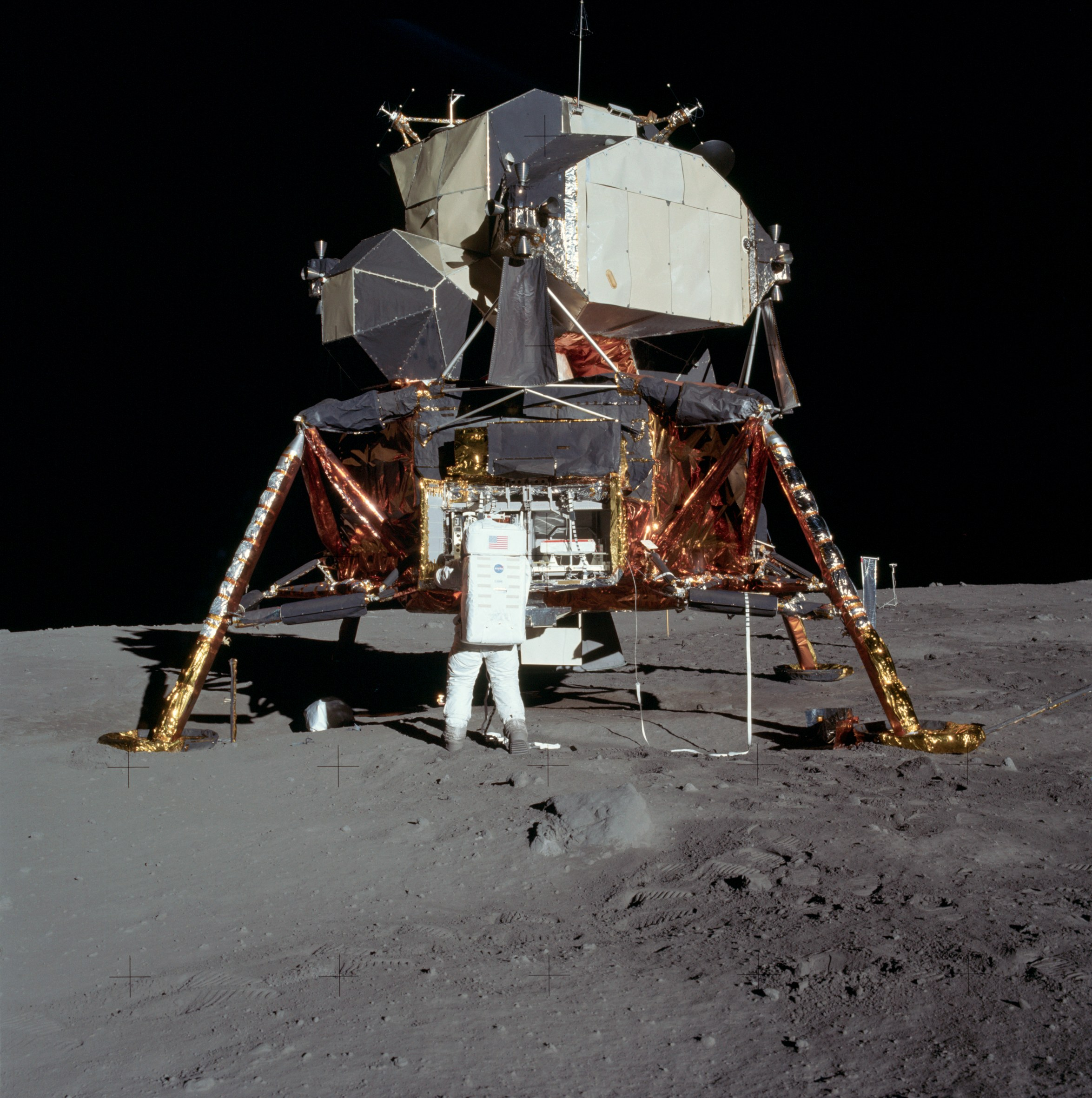
Місячний модуль корабля "Аполлон"

Спускни́й апара́т (СА) — космічний апарат, призначений для спуску людей, піддослідних тварин та/або апаратури з навколопланетної орбіти або з міжпланетної траєкторії для м'якої посадки на поверхню планети. СА входить до складу космічного апарата, що здійснив орбітальний або міжпланетний космічний політ (наприклад, орбітального апарата або орбітальної станції, від яких СА відокремлюється перед спуском.
Конструктивно спускні апарати можуть значно відрізнятись один від одного залежно від корисного навантаження та фізичних умов на поверхні планети, на яку здійснюється посадка.

## Технічні проблеми
Головна технічна проблема м'якої посадки полягає зменшенні швидкості руху апарата від космічної (інколи десятки кілометрів на секунду) практично до нуля. Ця проблема розв'язується наступним чином:

### Спуск за допомогою ракетних двигунів
Також застосовується вираз «зворотньорушійна посадка». Для забезпечення гальмування та спуску цей спосіб вимагає наявності на борту апарата приблизно такого ж запасу палива, як для виводу цього апарата на орбіту з поверхні планети. Тому цей спосіб використовується на всій траєкторії спуску (як єдино можливий) лише під час посадки на поверхню небесного тіла, позбавленого атмосфери, (наприклад, Місяця). При наявності на планеті атмосфери ракетні двигуни використовуються лише на початковій стадії спуску — для переходу з космічної орбіти (траєкторії) на траєкторію спуску, до входження в атмосферу, а також на заключному етапі, перед самим торканням ґрунту, для погашення залишкової швидкості падіння.

### Аеродинамічне гальмування
Під час швидкого входження в атмосферу космічного апарата виникає сила спротиву середовища — аеродинамічна, котра застосовується для цього гальмування.

Оскільки аеродинамічне гальмування не вимагає витрат палива, цей спосіб використовується завжди під час спуску на планету, яка має атмосферу. Під час аеродинамічного гальмування кінетична енергія апарата перетворюється на тепло, що нагріває повітря та поверхню апарата. Загальна кількість тепла, що виділяється, наприклад, під час аеродинамічного спуску з навколоземної орбіти становить понад 30 мегаджоулів в розрахунку на 1 кг маси апарата. Більша частина цієї теплоти відноситься потоком повітря, але лобова поверхня СА може нагріватись до температури в кілька тисяч градусів, тому він повинен мати відповідний тепловий захист.

Аеродинамічне гальмування особливо ефективне на надзвукових швидкостях, тому використовується для гальмування від космічних до швидкостей близько сотень м/с. На нижчих швидкостях використовуються парашути.

Можливі різні траєкторії зниження апарата під час аеродинамічного гальмування. Розглядаються зазвичай два випадки: балістичний спуск та планування.

#### Балістичний спуск

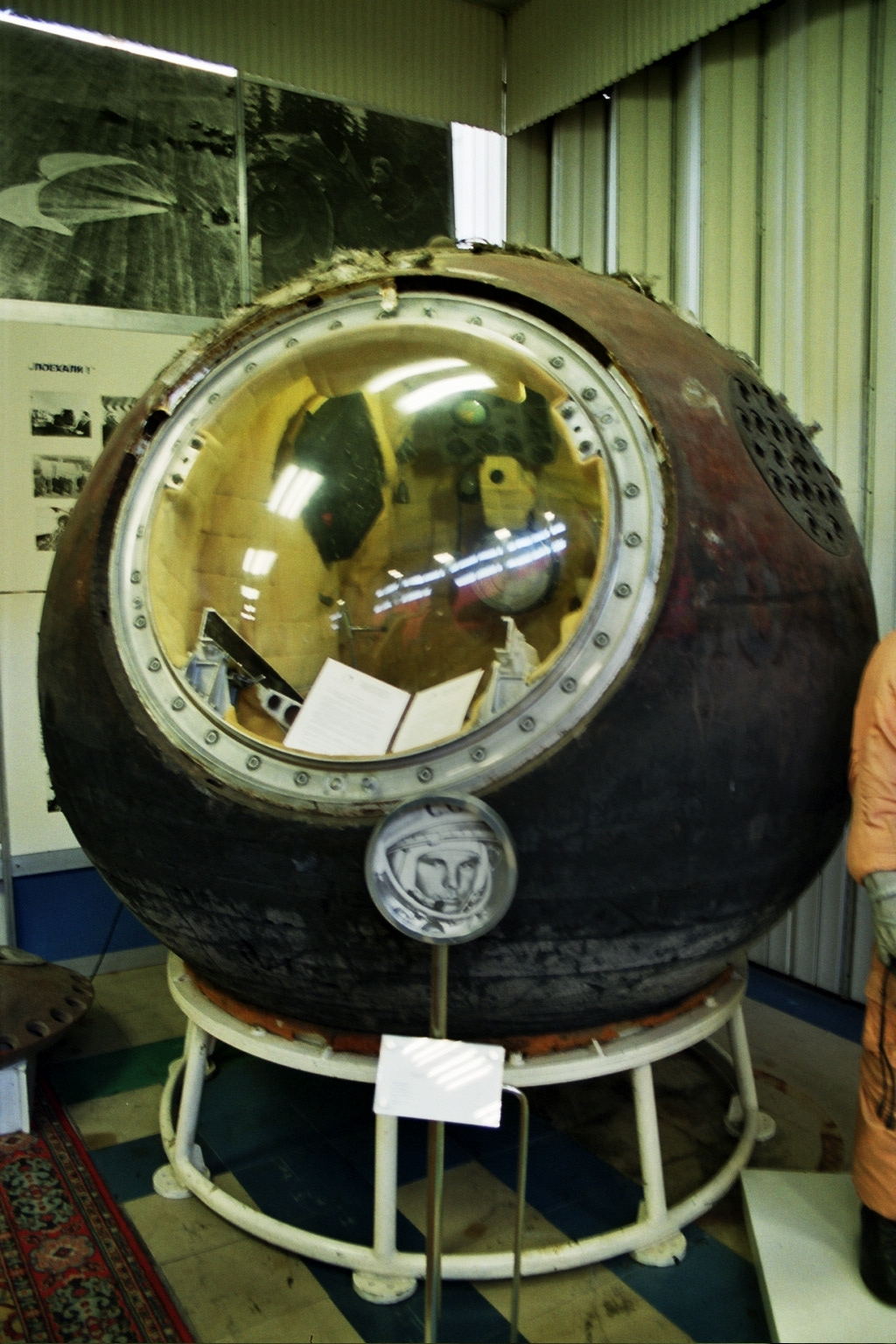
Спускні апарати космічних кораблів серії «Восток» та «Восход» спускались балістичною траєкторією

Під час балістичного спуску вектор рівнодійних аеродинамічних сил спрямований прямо протилежно до вектора швидкості руху апарата. Спуск за балістичною траєкторією не вимагає керування.

Недоліком цього способу є велика крутість траєкторії, та, як наслідок, входження апарата у щільні шари атмосфери на великій швидкості, що призводить до сильного аеродинамічного нагріву апарата та до перевантажень, що іноді перевищують 10g — гранично-допустиме значення для людини.

#### Ширяння

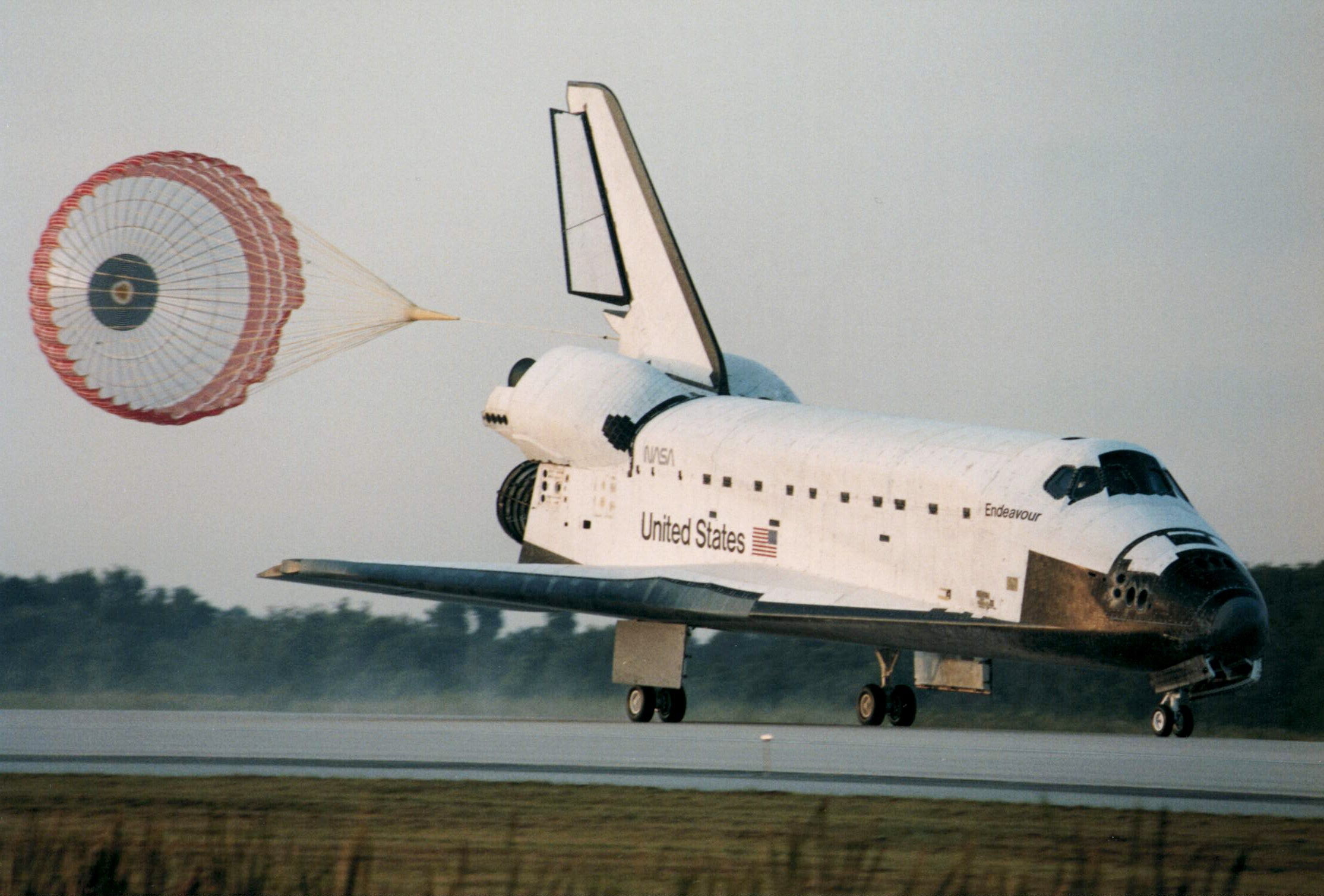
Орбітер Спейс Шаттлу виконує м'яку посадку.

Альтернативою балістичному спуску є ширяння. Зовнішній корпус апарата в цьому випадку має зазвичай конічну форму, крім того вісь конуса утворює певний кут (кут атаки) з вектором швидкості апарата, за рахунок чого рівнодійна аеродинамічна сила має складову, перпендикулярну до вектора швидкості апарата — підйомну силу. Завдяки підйомній силі, апарат знижується повільніше, траєкторія його спуску стає більш пологою, при цьому ділянка гальмування розтягується за довжиною та в часі, а максимальні перевантаження та інтенсивність аеродинамічного нагріву можуть бути знижені в кілька разів, порівняно з балістичним гальмуванням, що робить ширяючий спуск для людей більш безпечним та комфортним.
Кут атаки під час спуску змінюється залежно від швидкості польоту та поточної щільності повітря. У верхніх, розріджених шарах атмосфери він може досягати 40°, поступово зменшуючись зі зниженням апарата. Це вимагає наявності на СА системи керування ширяючим польотом, що ускладнює та робить важчим апарат, у випадках, коли СА використовується для спуску тільки апаратури, котра здатна витримати більші перевантаження, ніж людина, використовується зазвичай балістичне гальмування.
Орбітер космічного «човника» Спейс Шаттл, що під час повернення на Землю виконує функцію спускного апарата, ширяє на всій ділянці спуску від входу в атмосферу до торкання шасі посадкової смуги, після чого випускає гальмівний парашут.

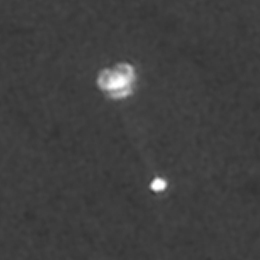
Спуск Фенікса на парашуті. Зйомка з MRO камерою високої роздільної здатності з відстані близько 760 км

### Спуск за допомогою парашутів
Цей спосіб використовується після того, як на ділянці аеродинамічного гальмування швидкість апарата знизиться до дозвукової. Парашут у щільній атмосфері гасить швидкість апарата майже до нуля та забезпечує м'яку посадку його на поверхню планети.

У розрідженій атмосфері Марса парашути менш ефективні, тому на заключній ділянці спуску парашут відокремлюється та вмикаються посадкові ракетні двигуни.

Спускні пілотовані апарати космічних кораблів серії Союз TM, призначені для приземлення на суходіл, також мають твердопаливні гальмівні двигуни, які вмикаються за кілька секунд до торкання землі, щоб забезпечити безпечнішу та комфортнішу посадку.

Спускний апарат станції «Венера-13» після спуску на парашуті до висоти 47 км скинув його та відновив аеродинамічне гальмування. Така програма спуску була продиктована особливостями атмосфери Венери, нижні шари якої дуже щільні та гарячі (до 500°С), а парашути з тканини не витримали б таких умов.

### Інші варіанти
В деяких проектах космічних човнів багаторазового використання (зокрема, одноступеневих вертикального зльоту та посадки, наприклад, Delta Clipper) передбачається на кінцевій ділянці спуску, після аеродинамічного гальмування в атмосфері, також здійснювати безпарашутну моторну посадку на ракетних двигунах.

## Галерея

Пілотовані спускні апарати
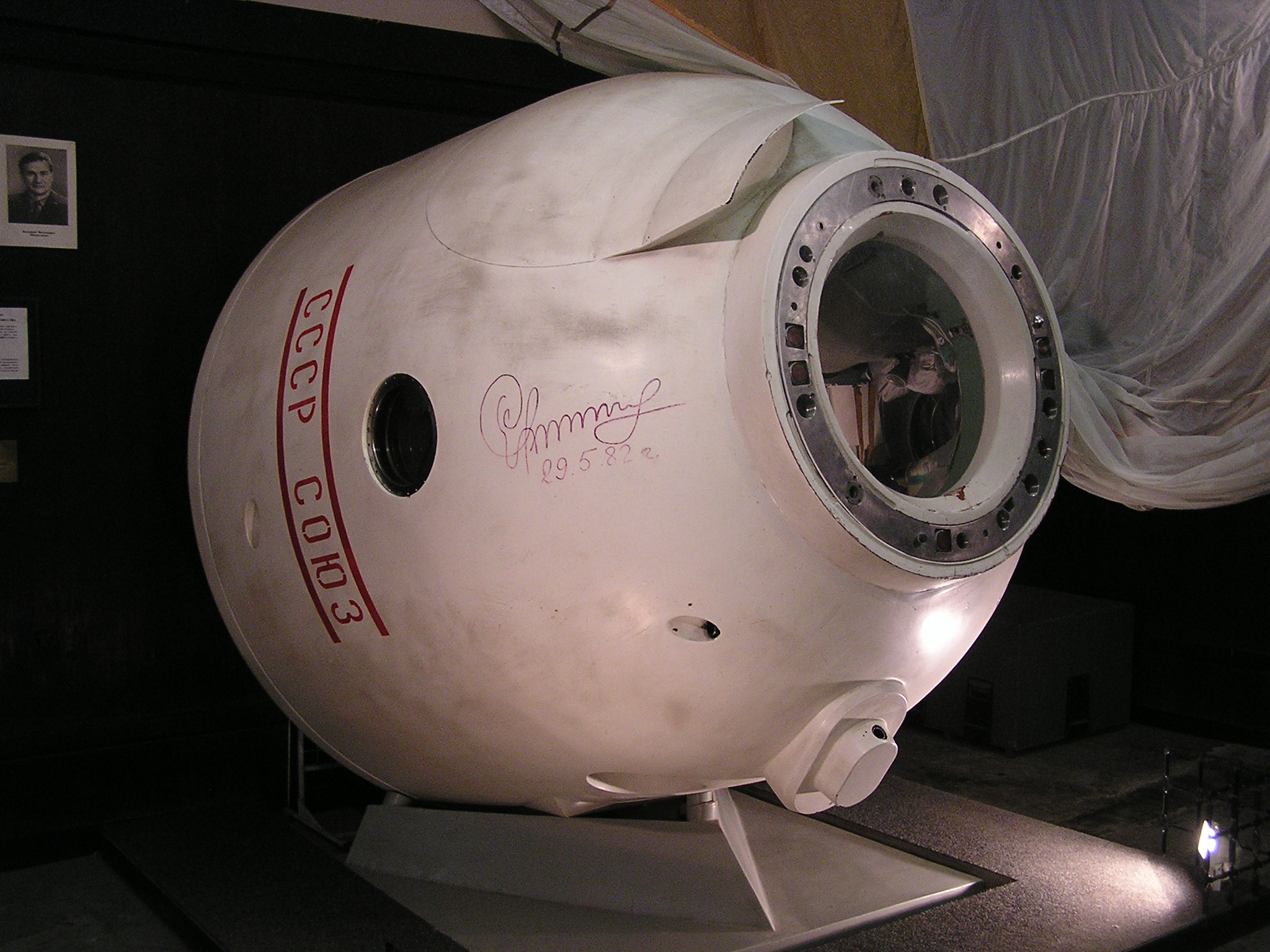
Спускний апарат космічних кораблів серії «Союз». Ліворуч згори – повітряне кермо керування ширянням.
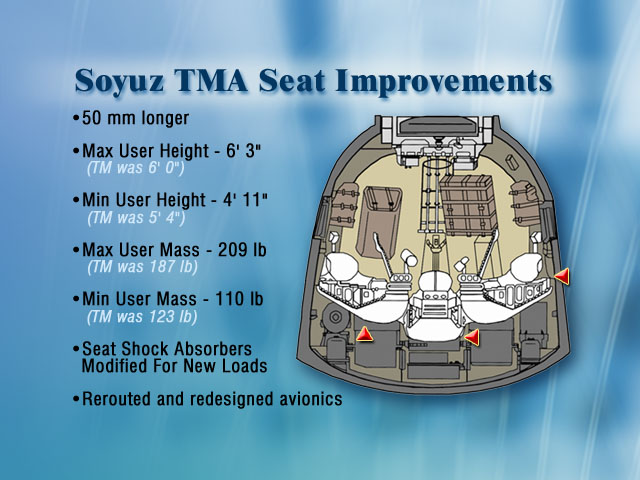
Схема спускного апарата Союз ТМ.
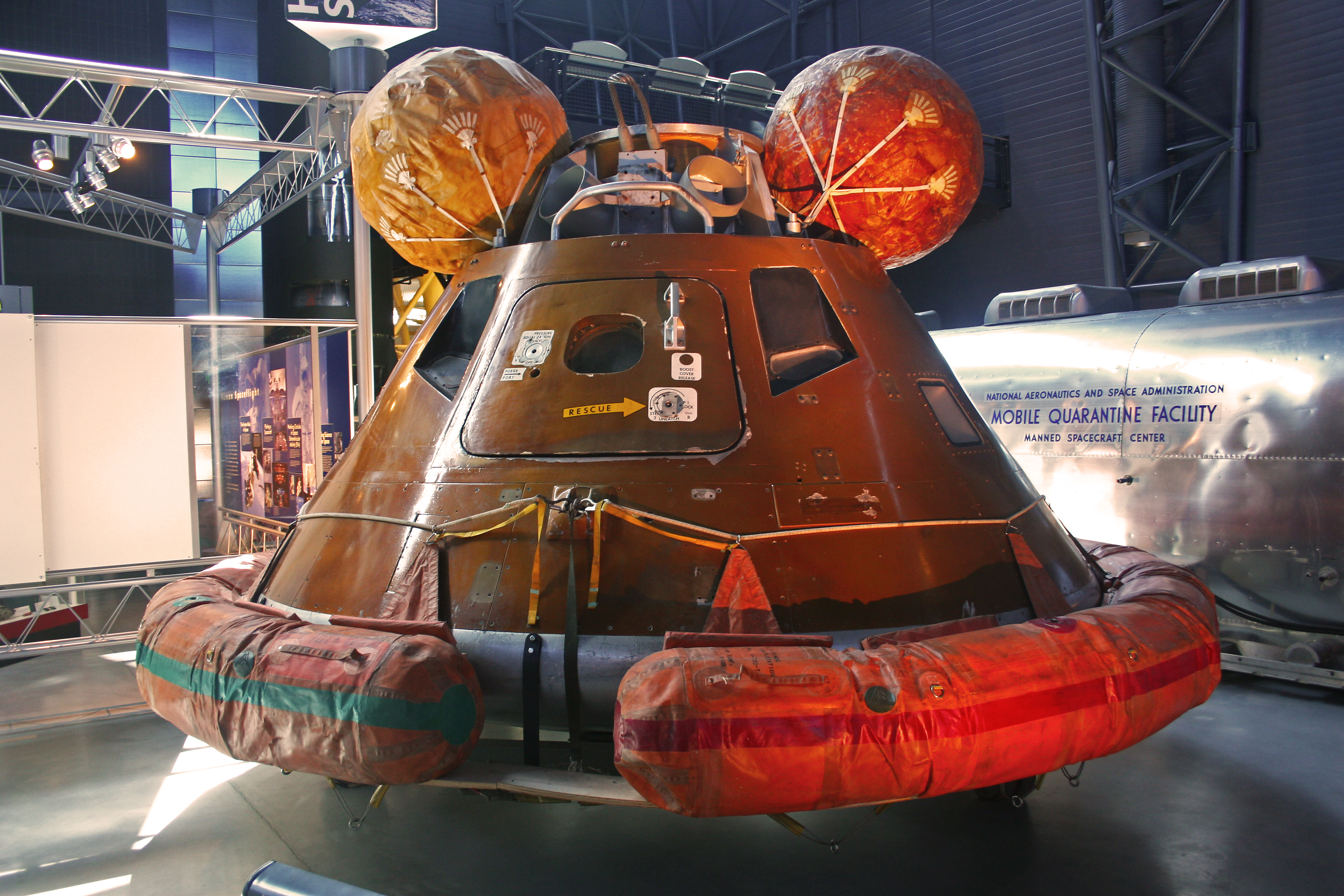
Командний модуль корабля «Аполлон» під час повернення на Землю виконував функцію СА. Спускався на воду.
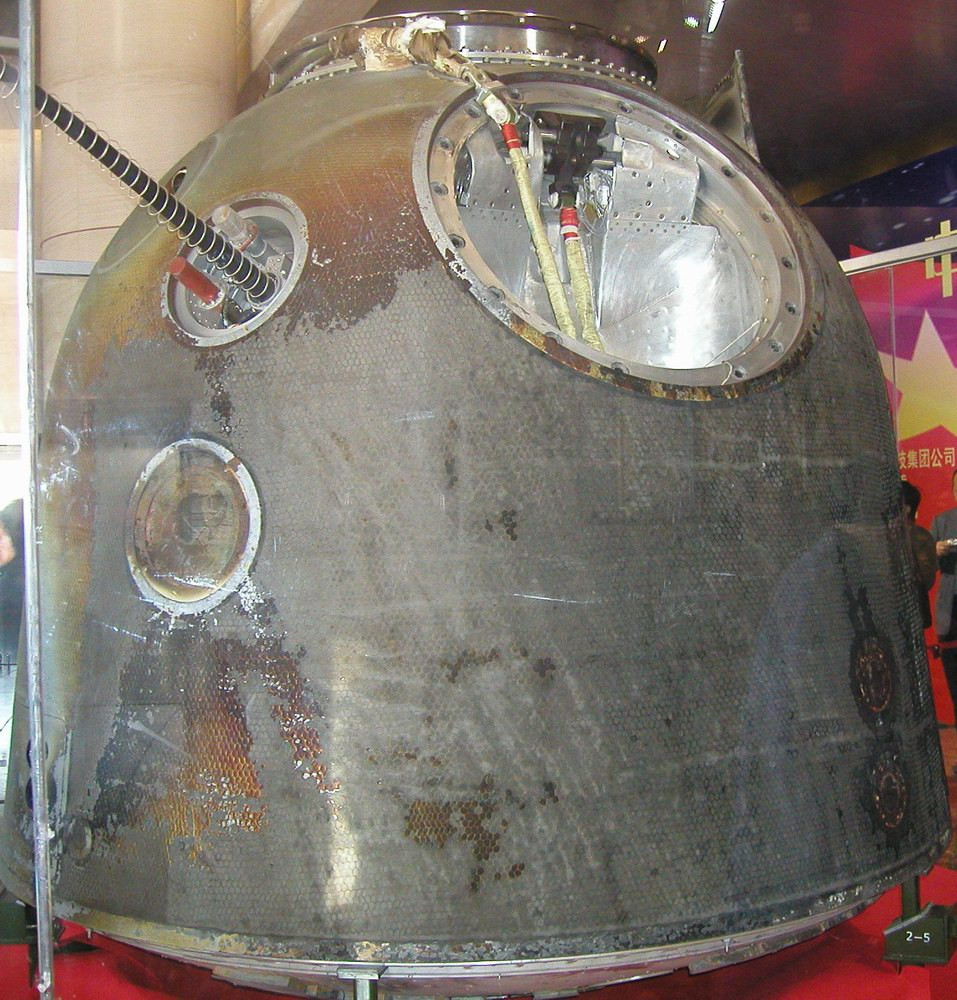
Спускний апарат "Шеньчжоу-5". КНР.

Непілотовані спускні апарати
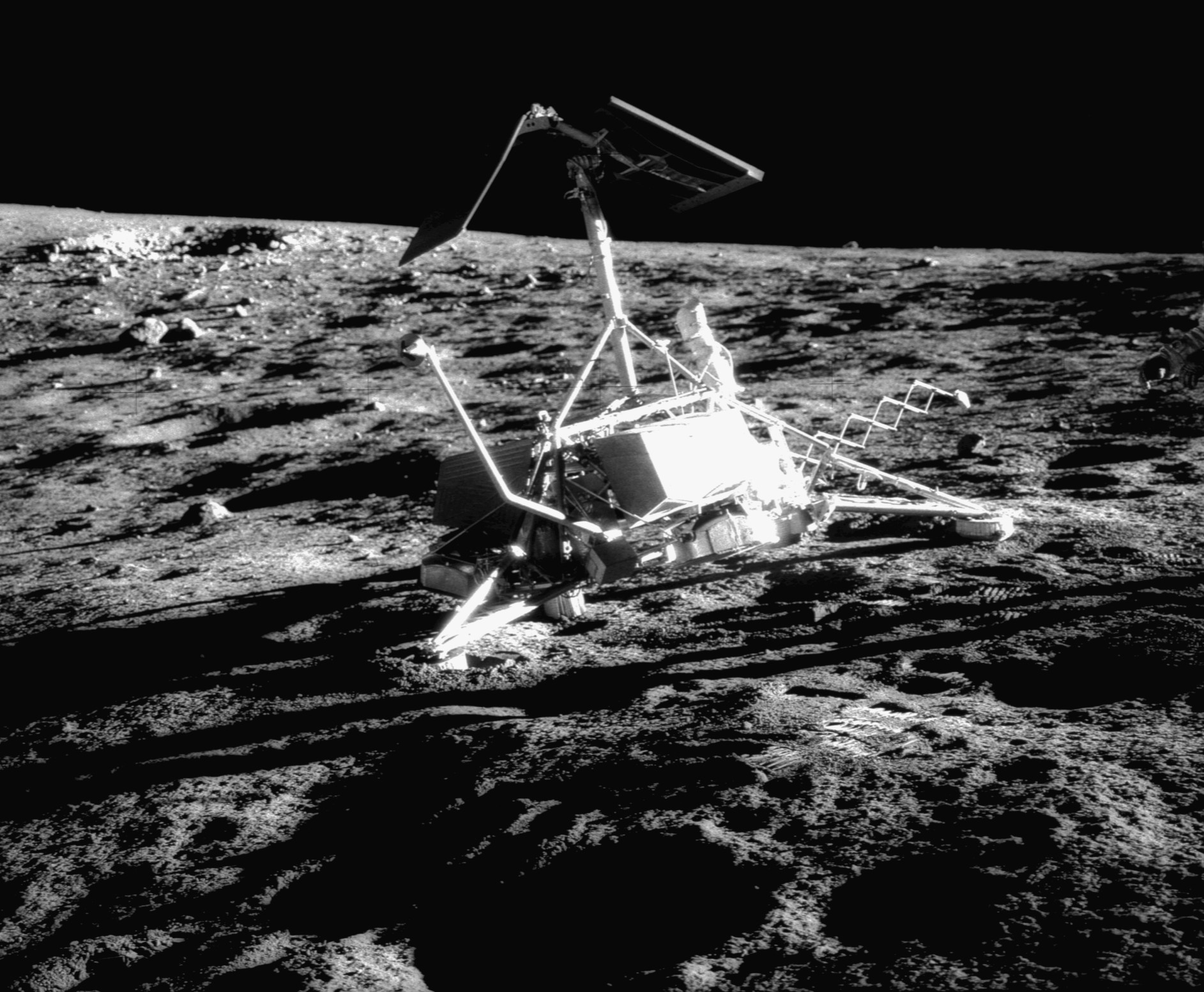
Місячний зонд Сервеєр-3 (NASA), що спустився на поверхню Місяця 20 квітня 1967 року. Знімок зроблений членом експедиції Аполлон-12 Аланом Біном 24 листопада 1969 року.
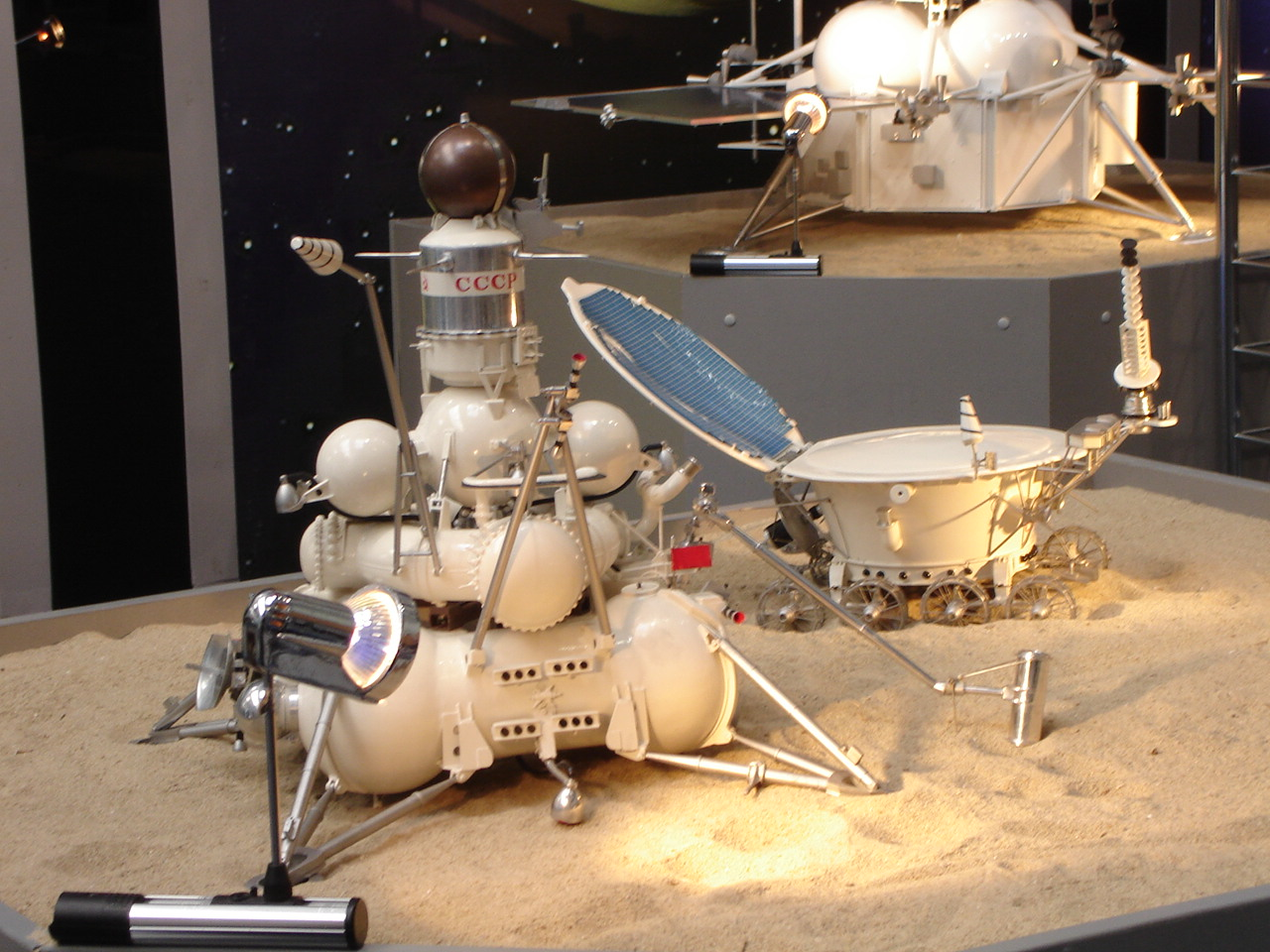
Експозиція радянських «місячників» на виставці у Парижі 2007 року. На передньому плані — СА Луна-20. У його складі — СА, що доставив на Землю зразки місячного ґрунту (верхня сфера).
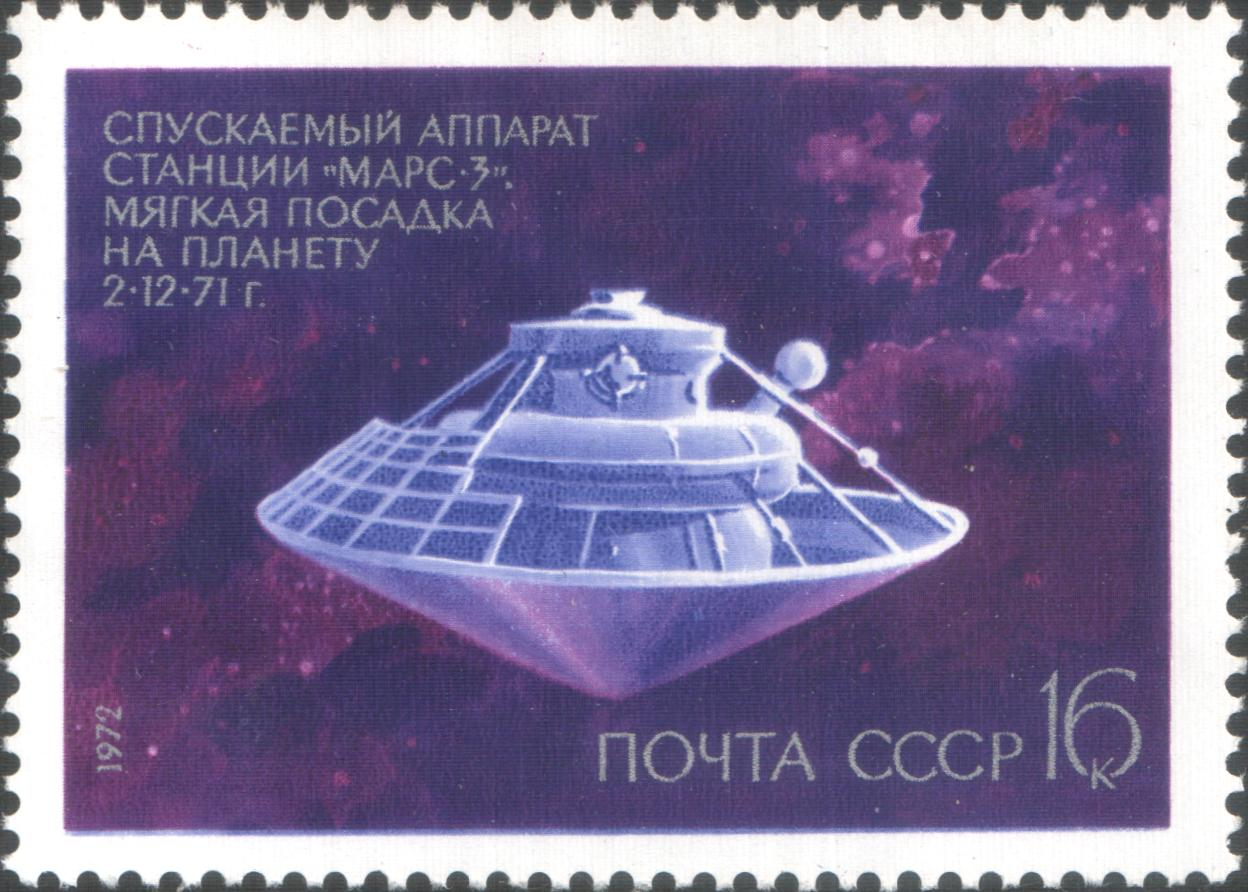
Поштова марка зі зображенням спускного апарата міжпланетної станції «Марс-3».